# Кокура
Ко́кура (яп. 小倉市 кокура-си, «малая кладовая») — бывший японский город в восточной части префектуры Фукуока.
2 октября 1963 года Кокура был объединён с соседними городами Модзи, Тобата, Яхата и Вакамацу. В результате слияния был образован город Китакюсю. Территория бывшей Кокуры входит в состав районов Кокура-Кита и Кокура-Минами города Китакюсю.

## История

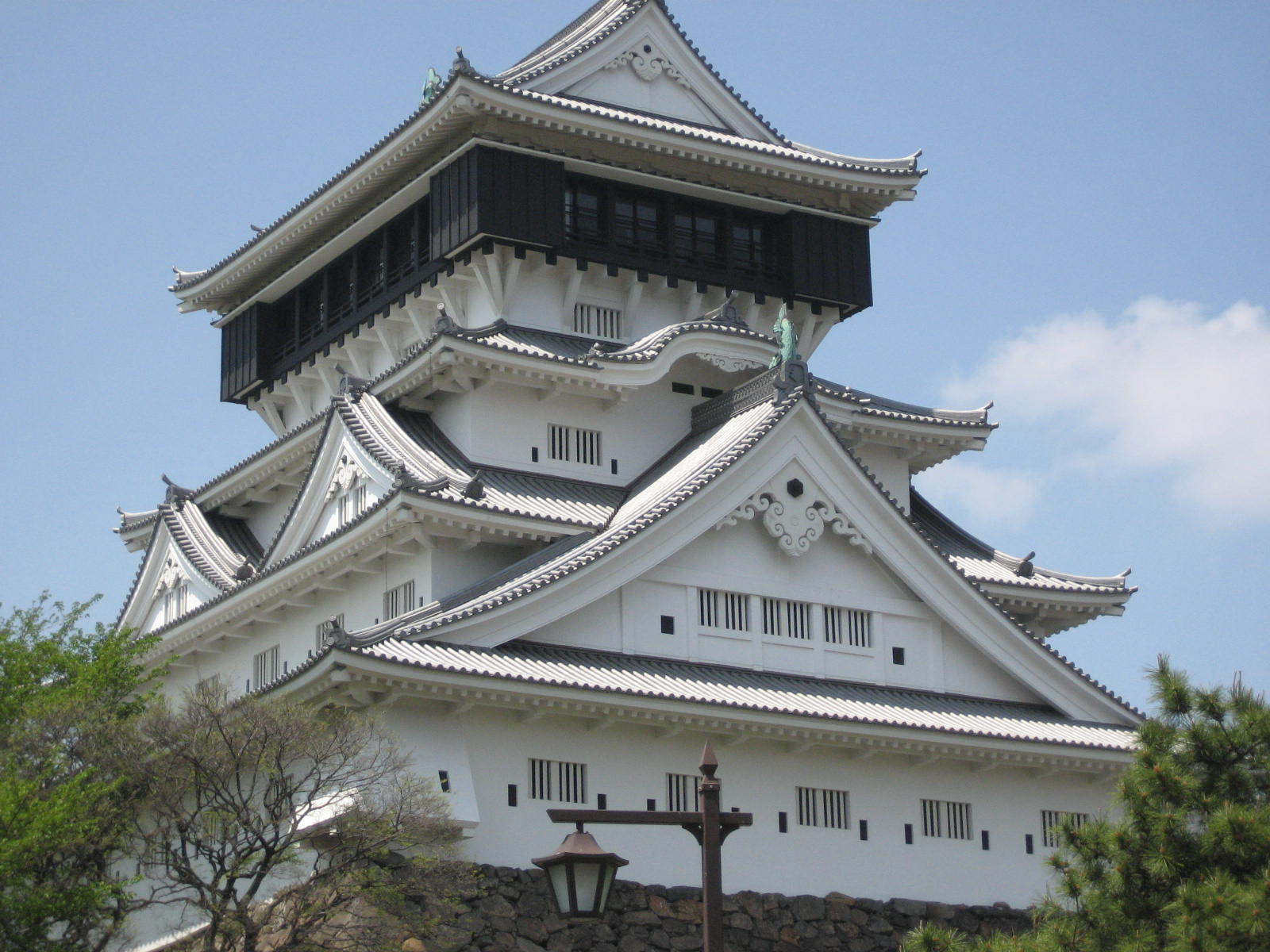
Главная башня Кокурского замка, который сгорел в 1866 году и был восстановлен в 1959 году.

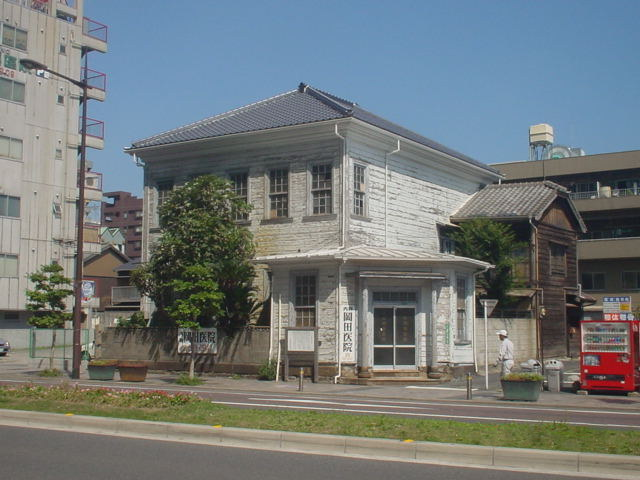
Здание администрации префектуры Кокура в 1871—1876 годах

Кокура была портовым городом, находившимся на берегах пролива Каммон во Внутреннем Японском море. Этот пролив отделял север острова Кюсю от западной части острова Хонсю. На протяжении VIII—XIX веков территория Кокуры находилась в составе японской провинции Будзэн.
Посёлок Кокура был основан в 1602 году самурайским правителем Хосокавой Тадаоки, который построил здесь свой замок и призамковое поселение. В 1632 году его сменил другой правитель из рода Огасавара. Этот род правил землями Кокура-хана до середины XIX века. В 1866 году самураи Огасавара проиграли в войне соседнему Тёсю-хану и утратили свой замок-резиденцию.
В 1871 году, после реставрации прямого императорского правления в Японии, на базе Кокуры была основана одноимённая префектура, которая в 1876 году вошла в состав префектуры Фукуока.
Во времена Японской империи Кокура была центром района тяжёлой промышленности, работавшего на военно-промышленный комплекс страны. В городе находился Кокурский арсенал императорской армии Японии, было налажено производство бомб на воздушных шарах.
В 1945 году, в конце Второй мировой войны, командование вооружённых сил США выбрало этот город как цель для нанесения ядерного удара, наряду с Хиросимой. Однако сильная облачность и пожары в соседней Яхате помешали американцам осуществить запланированную на 9 августа бомбардировку из-за плохой видимости, и бомба «Толстяк» была сброшена на выбранную США запасную цель бомбардировки Нагасаки. В результате в японском языке появилась поговорка «везуч как Кокура».
В 1963 году Кокура вошла в состав города Китакюсю. 1 апреля того же года новообразованный город получил статус города государственного значения, а бывшая Кокура была преобразована в одноимённый городской район. 1 апреля 1974 года он был разделён на два района — северный Кокура-Кита и южный Кокура-Минами.

## Географические объекты
- Аэропорт Кокура
- Станция Кокура
- Замок Кокура